# Puerto Valdivia
Puerto Valdivia  es un centro poblado del municipio colombiano de Valdivia (Antioquia). Dista 18 kilómetros de la cabecera municipal.
Basa su economía de la pesca artesanal, la minería y los servicios comerciales que presta la Ruta Nacional 25, que pasa por el centro poblado; a su vez es un eje de intercambio social ya que conecta a las subregiones del Norte y Bajo Cauca antioqueños.

## Historia y geografía
Puerto Valdivia fue fundado en el siglo XVIII por pescadores y mineros que se asentaron al final del cañón del Río Cauca, como tal el centro poblado tuvo su florecimiento económico real desde la construcción del camino que unía a la costa Caribe con el centro de Antioquia, que posteriormente se convertiría en la Ruta Nacional 25, y  ha sido víctima de numerosos ataques armados a lo largo de su historia.
Puerto Valdivia se sitúa en pleno cañón del río Cauca justo al sur de la desembocadura del río Valdivia, su clima es bastante cálido.
Tenía un histórico puente sobre el río Cauca que se convertía en su símbolo más reconocible y que permitió por primera vez el paso por tierra entre los departamentos de la costa atlántica y el interior del país a través del centro de Antioquia. Este puente fue destruido el 12 de mayo de 2018 por una grave emergencia producida en el complejo hidroeléctrico Hidroituango.

El 16 de mayo de 2018 se ordenó la evacuación preventiva de todo el centro poblado. Actualmente, Puerto Valdivia convive con la amenaza latente de la hidroeléctrica, por lo cual su población no está habitando en su totalidad y varias de sus edificaciones están en deterioro. Está incluso contemplándose la posibilidad del reasentamiento del centro poblado.